# Isothecium obtusatulum
Isothecium obtusatulum là một loài rêu trong họ Brachytheciaceae. Loài này được Kindb. mô tả khoa học đầu tiên năm 1895.